# La sega (Vayreda, mdA 250.364)
La sega és una pintura a l'oli realitzada per Joaquim Vayreda el 1881 i que actualment s'exposa al Museu d'Art de Girona. Prové d'un obsequi dels fons de la Comissió Provincial de Monuments i es preserva a la sala 17 amb el número de registre 250.364.

## Descripció
El quadre representa un camp de blat a Olot (Garrotxa) amb tres dones que hi seguen les espigues amb una falç, fan garbes i les deixen a terra. A la dreta, s'hi observen quatre arbres grossos. Al fons, limitant amb el camp, hi ha una arbreda. I a la part dreta, piles de garbes. El cel ocupa la meitat superior del quadre i la llum envaeix tota l'escena. Hi ha un predomini de les gammes de verds i ocres.
En l'obra s'hi entreveu la contraposició de pinzellades planes de la dreta amb els tocs petits i detallistes de la part esquerra. Les dones hi són només imatges esbossades i el cel hi apareix dibuixat com a molt ennuvolat i a base de blancs i blaus amb tocs rosats.

## Anàlisi
En aquesta obra podem trobar-hi diversos exemples de l'evolució de Joaquim Vayreda, especialment pel que fa a l'ús de la pinzellada esbossada per a l'elaboració de les masses de color. Segons el mateix autor: «les grans masses, dintre de les grans harmonies són les que parlen en lo paisatge, són les que’ns infundeixen tristesa, alegria, tranquil·litat, terror, melancolia, soletat, etcètera, y en quant als detalls sols se dehuen admetre los que cooperan al triunf del conjunt». Per a Vayreda, el més important és la impressió del conjunt i les grans masses; no li genera interès la presència anecdòtica de la figura humana, però la situa perquè les obres siguin comercials o contextualitzades.
Les figures que hi ubica són lleugerament maldestres i s'ha arribat a especular que de vegades era el seu germà, Marià Vayreda i Vila, qui les hi pintava. Segurament aquest fou un dels quadres que la crítica de l'època emprà com a pretext de menyspreu a la pintura del Vayreda de la dècada del 1880, atès que l'ús de la pinzellada preimpressionista hi és molt present. Nogensmenys, dins la història de l'art català del segle xix, Vayreda representa un punt d'evolució molt rellevant, perquè introduí elements mai vistos fins al moment i que serveixen com a tòpics per a definir l'Escola paisatgística d'Olot.
Per tal de pintar el paisatge d'aquesta obra, Vayreda es desplaçà cap a un racó del paisatge olotí que tant el fascinava. Podria ser que l'hagués pintat directament o bé que s'endugués el paisatge a la seva ment i després el recreés al seu taller. La pintura de Vayreda fou molt demanada a l'època i se sap que pintor cedí habitualment als antulls dels marxants.

## Diferències respecte l'altraLa Sega
Existeix una altra versió de La sega, pintada per Vayreda el mateix any i exposada al Museu Nacional d'Art de Catalunya. Presenta alguna modificació notable, com ara un camí de garbes que neix de baix a dalt vorejant els arbres que en aquesta versió no hi és. L'estructura d'ambdues escenes, però, és molt similar a primer cop d'ull. Possiblement, això s'explica perquè Vayreda pintava segons la demanda que tenia: devia ser un quadre amb força èxit i per aquesta raó decidí repetir-ne la temàtica i la composició. L'existència d'una altra obra amb la mateixa composició i característiques podria raure en una producció seriada de taller. Són obres en les quals el paisatge esdevé el protagonista indiscutible amb poques concessions als detalls més anecdòtics. Ambdues foren pintades el 1881, el període amb més èxit de la carrera del pintor.